# Cuniberto
Cuniberto (? — 700) foi rei dos lombardos de 688 a 700. Ele sucedeu ao pai Bertário, embora tenha sido associado ao trono já em 678.    
Cuniberto guerreou com Alagísio que acabou por isolar Cuniberto em um castelo na ilha do lago de Como assumindo o trono. Cuniberto só conseguiu retomar seu posto em 689 com a ajuda dos piemonteses.
Cuniberto enfrentou algumas insurreições durante o seu reinado, incluindo a de Ausfrido, o usurpador duque do Friul, a quem ele submeteu sua autoridade.
Ele também fixou com sucesso o cisma na igreja italiana entre Aquileia e Grado. Este cisma vinha desde 533, quando os arcebispos de Aquileia renunciaram à autoridade do Papa, e somente no transcurso do reinado de Cuniberto, foi que obtiveram de Roma o reconhecimento legítimo de patriarcado, assumido por eles durante o cisma.
Muitas guerras tiveram lugar durante o seu reinado. Ele foi o primeiro monarca lombardo a cunhar moedas com a sua imagem.
Cuniberto morreu em 700 e foi sucedido por seu filho mais jovem Liuberto, sob a regência de Ansprando.